# Мироља
Мироља (слч. Miroľa) насељено је мјесто са административним статусом сеоске општине (слч. obec) у округу Свидњик, у Прешовском крају, Словачка Република.

## Становништво
| Година:    | 1994. | 2004.    | 2014.    | 2024.    |
| ---------- | ----- | -------- | -------- | -------- |
| Број људи: | 89    | 73       | 63       | 50       |
| Разлика:   |       | -17,97 % | -13,69 % | -20,63 % |

| Година:    | 2023. | 2024. |
| ---------- | ----- | ----- |
| Број људи: | 50    | 50    |
| Разлика:   |       | +0 %  |

Према подацима о броју становника из 2024. године насеље је имало 50 становника.